# چانکی پاندی
چانکی پاندی (به انگلیسی: Chunky Pandey) (زاده ۲۶ سپتامبر ۱۹۶۲) بازیگر و مدل هندی است.
از فیلم‌هایی که وی در آن نقش داشته است می‌توان به ضربه چپ و راست اشاره کرد.

## فیلم‌شناسی
فهرست برخی از فیلم‌هایی که چانکی پاندی در آنها به ایفای نقش پرداخته است:
- می‌بینمت
- اسید
- ضربه چپ و راست
- خانه شلوغ
- خانه شلوغ ۲
- خانه شلوغ ۳
- قیامت
- زهر دار
- دو سرمست
- چقدر باحال هستیم ۲
- اعلان
- آخر حماقت
- عشق در پاریس
- عشق نابرابر
- این بمبئی است عشق من
- گلوله راجا
- به نظر می‌رسد
- ما ماشین کرایه می‌دهیم
- اراذل
- انسانیت
- جهان
- جهان گناه
- بازیگر خطرها
- میان‌بر
- بیگم جان
- در زندان
- سلام عزیزم
- مرد شماره یک
- چشم‌ها
- شادی
- دی
- کلاه مخفیانه
- ساهو
- خانه شلوغ ۴
- آشکارا
- آشوب
- جوانی جان من
- همه جا را آتش بزنید
- اولین نامه عاشقانه
- دروازه را ببند
- سردار
- امپراتور امروز
- لایگر
- آتش
- مقصر